# Joanna Kornaś-Warwas
Joanna Kornaś-Warwas (ur. 5 grudnia 1978 w Krakowie) – tłumaczka literatury rumuńskiej.

## Życiorys
Studiowała filologię rumuńską na Uniwersytecie Jagiellońskim. Po ukończeniu studiów podjęła pracę na uczelni jako pracownik dydaktyczny i lektor języka rumuńskiego. W 2008 roku założyła w Krakowie szkołę językową CALITATE, która prowadzi zajęcia w Krakowie i Warszawie.
Jako tłumaczka debiutowała w 2007 roku, wydając w Wydawnictwie Czarne przekład powieści Mircei Cărtărescu Travesti
Jest członkinią Stowarzyszenia Tłumaczy Literatury.

## Tłumaczenia na język polski
- Max Blecher Dzieła zebrane Państwowy Instytut Wydawniczy Warszawa 2025
- Dan Coman Parochia Universitas Kraków 2019[5]
- Matei Vişniec Pan K. na wolności Universitas Kraków 2019[6]
- Ioana Pârvulescu Niewinni EMG Kraków 2019[7]
- Svetlana Cârstean, Athena Farrokhzad TRADO (przekład z Justyną Czechowską) LOKATOR Kraków 2019
- Max Blecher Rozświetlona jama Książkowe Klimaty Wrocław 2018[8]
- Matei Vișniec, Sprzedawca początków powieści Universitas Kraków 2018[9]
- Lucian Boia Jak zrumunizowała się Rumunia Universitas Kraków 2018
- Constantin Noica i filozofia XX wieku ( red. A. Zawadzki, J. Kornaś-Warwas) Księgarnia Akademicka, Kraków 2018[8]
- Dumitru Crudu Fałszywy Dymitr (przekład z Jakubem Kornhauserem) Europejski Poeta Wolności Gdańsk 2018
- Ana Blandiana Moja ojczyzna A4[10]
- Lucian Boia Dlaczego Rumunia jest inna? MCK Kraków 2016[11]
- Mircea Cărtărescu Nostalgia (przekład z Ireneuszem Kanią) Książkowe Klimaty Wrocław 2016[12]
- Varujan Vosganian Księga szeptów Książkowe Klimaty Wrocław 2015
- Max Blecher Zdarzenia w bliskiej nierzeczywistości Pogranicze 2013[13]
- Ion Es. Pop Ieud bez wyjścia i inne wiersze Pogranicze Sejny 2013[8]
- Dan Lungu Jestem komunistyczna babą Czarne Wołowiec 2009[14]
- Sześć minut rumuńskiego teatru. Antologia współczesnych sztuk. Seria: Dramat współczesny Wydawnictwo Panga Pank 2008
- Mircea Cărtărescu Dlaczego kochamy kobiety Wydawnictwo Czarne Wołowiec 2008[15]
- Mircea Cărtărescu Travesti Czarne Wołowiec 2007[3]

## Nagrody i odznaczenia
- 2016: Literacka Nagroda Europy Środkowej Angelus za tłumaczenie z rumuńskiego książki Varujana Vosganiania „Księga szeptów”[16]
- 2016: Statuetka i nagroda finansowa (10 000 zł) za tłumaczenie Moja ojczyzna A4 Any Blandiany – laureatki Nagrody Literackiej Miasta Gdańska Europejski Poeta Wolności[17]
- 2017: Nagroda dla tłumacza przyznana przez rumuńskie czasopismo kulturalno-literackie „Observator cultural"[2] za wybitne osiągnięcia w przekładzie literatury rumuńskiej na język obcy[18]
- 2010: Nominacja do nagrody Angelusa za tłumaczenie Dana Lungu Jestem komunistyczną babą![3]